# Myrmekiaphila
Myrmekiaphila là một chi nhện trong họ Euctenizidae.

## Các loài
Chi này gồm các loài:
- Myrmekiaphila comstocki Bishop & Crosby, 1926
- Myrmekiaphila coreyi Bond & Platnick, 2007
- Myrmekiaphila flavipes (Petrunkevitch, 1925)
- Myrmekiaphila fluviatilis (Hentz, 1850)
- Myrmekiaphila foliata Atkinson, 1886
- Myrmekiaphila howelli Bond & Platnick, 2007
- Myrmekiaphila jenkensi Bond & Platnick, 2007
- Myrmekiaphila millerae Bond & Platnick, 2007
- Myrmekiaphila minuta Bond & Platnick, 2007
- Myrmekiaphila neilyoungi Bond & Platnick, 2007
- Myrmekiaphila torreya Gertsch & Wallace, 1936